# 卡尼 (密蘇里州)
卡尼（英語：Kearney）是位於美國密蘇里州克萊縣的城市。

## 人口
根據2020年美國人口普查的數據，卡尼的面積為34.56平方千米，當中陸地面積為34.54平方千米，而水域面積為0.02平方千米。當地共有人口10404人，而人口密度為每平方千米301人。